# Bálint-Syndrom
Das Bálint-Syndrom ist ein seltenes neurologisches Syndrom. Es beschreibt eine schwere räumliche Aufmerksamkeits- und Orientierungsstörung und besteht aus
- Optische Ataxie: Unfähigkeit zielgerichteter Hand- bzw. Greif-Bewegungen unter Kontrolle der Augen.
- Okuläre Apraxie: Unfähigkeit zielgerichteter Blickbewegungen mit den Augen.
- Simultanagnosie: Extreme Einengung der visuellen Aufmerksamkeit auf einzelne Teilaspekte komplexer Bilder, sodass diese nicht im Ganzen aufgefasst werden können.[2]

## Symptomatik
Beim Bálint-Syndrom ist jedes der folgenden Merkmale vorhanden:
- Störungen der räumlichen Orientierung
- Optische Ataxie
- Simultanagnosie
- Blickstörungen

Jedes der vier Symptome kann aber auch für sich alleine auftreten.
Die eine Seite des Syndroms beschreibt eine visuelle Aufmerksamkeitsstörung. Die betroffenen Menschen nehmen die visuelle Welt fälschlicherweise als unzusammenhängende Menge an Einzelobjekten wahr. Komplexere Bilder oder Szenen können demnach nicht mehr im Ganzen erfasst werden. Diesen Teil des Syndroms bezeichnet man nach Wolpert auch als Simultanagnosie. Ein weiteres Aufmerksamkeitsdefizit besteht in dem sehr häufig mit dem Bálint-Syndrom assoziierten Hemineglect (Nicht-Beachtung einer Raumhälfte einschließlich einer der eigenen Körperseiten), so auch bei dem von Bálint selbst beschriebenen Patienten.
Die andere Seite des Syndroms beschreibt eine schwere räumliche Orientierungsstörung. Die durch die Augen erhaltene visuelle Information kann nicht mehr zur Koordination von Augenbewegungen (okuläre Apraxie) und Greifbewegungen (optische Ataxie) verwendet werden. Die betroffenen Menschen können daher ihren Blick nicht auf ein gewünschtes Objekt im Gesichtsfeld hinwenden. Ebenso wenig können sie nach Dingen im Gesichtsfeld greifen, oder ihre Hände mit den Augen kontrollieren. Meist entsteht daher auch die Unfähigkeit zu Lesen (Alexie) und zu Schreiben (Agraphie). Die Störung betrifft auch die visuelle Vorstellungskraft. Schließlich besteht noch, als Folge der räumlichen Orientierungsstörung, eine verminderte Tiefenwahrnehmung im Raum, sodass Entfernungen nicht abgeschätzt werden können.
Eine 2003 veröffentlichte Fallstudie aus Schottland beschrieb ein Bálint-Syndrom bei einem 10-jährigen Kind, das im dritten Lebensjahr eine Endokarditis erlitten hatte, in dessen Folge es zu Blutungen im Gehirn gekommen war. Das Kind wurde den Kinderärzten von den Eltern vorgestellt, da es in der Schule große Probleme hatte. So konnte es nicht richtig lesen und schreiben, da es Wörter und Buchstaben verwechselte. Neben diesen als Simultanagnosie gedeuteten Symptomen sei es laut den Autoren auch zu allen anderen Symptomen gekommen, die zu einem Bálint-Syndrom gehören.

## Anatomisches
Ursächlich für das Vollbild des Bálint-Syndroms sind bilaterale (beide Gehirnhälften sind betroffen) parietale oder parieto-okzipitale Hirnschädigungen. Die Läsion schließt dabei beidseits die am Übergang von Scheitel-, Schläfen- und Hinterhauptlappen liegenden Hirnwindungen Gyrus angularis und Gyrus supramarginalis mit ein. Nicht betroffen ist die Sehrinde. Es können jedoch auch andere Hirnläsionen ähnliche Symptome verursachen, beispielsweise diffuse Schäden bei Demenz oder Creutzfeldt-Jakob-Krankheit, sowie funktionelle Störungen, etwa bei Psychosen. Ebenfalls beschrieben sind bilaterale Stammganglienläsionen mit isolierten Fixationsstörungen, bilaterale frontale Läsionen, sowie bösartige Hirntumoren mit Wachstum über den Balken auf die gegenüberliegende Hirnhälfte. Für die Verlagerung der Aufmerksamkeit zwischen zwei Objekten im Gesichtsfeld ist offenbar die Hirnrinde des linken Scheitellappens zuständig, wohingegen die Aufmerksamkeitsverlagerung zwischen unterschiedlichen Raumpositionen vom gegenüberliegenden rechten Scheitellappen übernommen wird.
Die Simultanagnosie kann auch alleine auftreten und ist dann Läsionen temporo-okzipitaler Regionen anzulasten. Auch die optische Ataxie mit räumlich-visuellen Störungen wie der verschlechterten Einschätzung von Entfernungen kann isoliert auftreten und ist dann Folge der einseitigen Schädigung des oberen Scheitelläppchens. Die beidseitige Läsion frontaler Regionen oder der Basalganglien kann eine okuläre Apraxie verursachen.

## Historisches
Das Bálint-Syndrom wurde nach Rezsö Bálint (1874–1929), einem ungarisch-österreichischen Neurologen aus Budapest benannt. Er gilt als Erstbeschreiber des Syndroms. Von Inouye stammen zeitgleich ähnliche Fallberichte von Patienten mit Schussverletzungen. Weitere ausführliche Beschreibungen des Bálint-Syndroms bei Menschen mit Schussverletzungen stammen von Holmes.
Der von Bálint beschriebene Patient hatte beidseitige Läsionen des Gehirnes nach Hirninfarkten am Übergang von Scheitel-, Schläfen- und Hinterhauptlappen. Auf der linken Gehirnhälfte war zudem die Gehirnrinde betroffen, die für Körperbewegung (Motorcortex) und Körperwahrnehmung (Somatosensorischer Cortex) zuständig ist. Bálint betont, dass die Schädigungen beidseits den Gyrus angularis mit einschließen, jedoch nicht die Sehrinde. Die Untersuchung des Gehirnes erfolgte nach dem Tod des Patienten. Dieser hatte 1894 mehrere Schlaganfälle erlitten, und in deren Folge die von Bálint beschriebenen Symptome ausgeprägt. Bálint untersuchte den Patienten ab 1903 bis zu dessen Versterben 1906.
Der Patient konnte sehen, er konnte Farben und Formen erkennen. Es war ihm möglich, die Augen in alle Richtungen zu bewegen, obwohl sein Blick aufgrund des entstandenen Hemineglectes stets 35° am Objekt vorbeiging. Hatte der Patient ein Objekt im Gesichtsfeld ins Auge gefasst, so konnte er nur dieses und kein anderes mehr wahrnehmen. Diese Einengung der Aufmerksamkeit betraf dabei Objekte jeder Größe. Eine komplexe Szene konnte nicht mehr überblickt werden. Ein Text wurde als unzusammenhängende Anordnung einzelner Buchstaben wahrgenommen, wodurch der Patient nicht mehr lesen konnte. Wollte der Patient nach etwas greifen, das ihn interessierte, gelang ihm das nicht, sodass er im Alltag vollkommen hilflos war. Bálint beschreibt beispielhaft die misslungenen Versuche des Patienten, sich eine Zigarre anzuzünden. Schließlich konnte der Patient auch keine Entfernung abschätzen und räumliche Tiefe wahrnehmen.
Die von Holmes beschriebenen Patienten litten vor allem an okulärer Apraxie. Sie konnten ihren Blick auf kein Objekt im Gesichtsfeld mehr richten, egal ob sie dies selbst wollten, darauf aufmerksam gemacht wurden oder es ihnen vorgehalten wurde. Hatten sie ein Objekt einmal fixiert, so konnten sie dieses zwar erkennen, aber nur schwer im Auge behalten. Ebenso wie Bálints Patient war ihre räumliche Tiefenwahrnehmung schwer gestört. Sie liefen gegen Gegenstände, konnten nicht mehr lesen und komplexe Situationen nicht mehr erfassen.